# Thuraya Al-Hafez
Thuraya Al-Hafez (àrab: ثريا الحافظ)  (1911 - 2000) va ser una política siriana que va fer campanya contra el nicab i pels drets de les dones.
Després d'estudiar a Damasc, Thuraya es va convertir l'any 1928 en una de les primeres mestres de primària de Síria. El 1927, Thuraya va establir la Societat Damasquina Despertar de les Dones per promoure una intel·lectualitat femenina i es va convertir en una destacada activista pels drets de les dones a la dècada del 1930. El 1930 va establir l'Associació d'Alumnes de l'Escola de Dones per a dones amb estudis. El maig de 1942 va liderar una marxa de protesta d'un centenar de dones cap a la seu del govern a Damasc, on totes van aixecar el vel. Va fer un discurs argumentant que «el vel que portàvem mai no va ser esmentat al Llibre Sagrat de Déu ni per Mahoma». El 1947, es va convertir en instructora de literatura àrab a la prestigiosa escola Tajheez de Damasc.
El 1953, Thuraya es va convertir en la primera dona a presentar-se per un escó al parlament sirià. Tot i que posteriorment va ser derrotada, els seus esforços van ser passos significatius per assolir el seu objectiu d'elevar l'estatus de les dones al món àrab. Va afirmar que el vot en si va ser manipulat i que de fet havia aconseguit el 75% dels vots.
El marit de Thuraya, Munir al-Rayyes, era propietari del diari de Damasc Barada, per al qual Thuraya va començar a escriure el 1953. El mateix any, va obrir el seu propi saló literari i polític a Damasc, que estava obert a tots dos gèneres. El saló es va convocar a casa seva i va rebre el nom de Sukayna bint al-Hussein, la besnéta del profeta Mahoma, que va presidir el primer saló literari de la història musulmana.
Igual que el seu marit, Thuraya va donar suport a Gamal Abdel Nasser d'Egipte tant durant com després de la República Àrab Unida.